# Palmar Grande
Palmar Grande es una localidad y municipio argentino, en el departamento General Paz, provincia de Corrientes, distante a 125 km de la ciudad capital de la provincia de Corrientes. Sus tierras productivas se hallan delimitadas por los esteros Santa Lucía, Lamas y la cañada Fragosa.

## Vías de comunicación
Desde Corrientes, se accede a través de la ruta provincial 5, hasta llegar a la intersección de la ruta provincial RP 75, en la localidad de Lomas de Vallejos y luego por la ruta provincial 13, desde el empalme situado en el Paraje Puisoye. Desde Saladas y Mburucuyá, a través de la ruta provincial 13, y desde Itá Ibaté y Caá Catí, por la misma ruta, pero desde el norte. Posee acceso de ripio, en la zona urbana calles de arena y luego de un proyecto para el adoquinado del pueblo iniciado en el año 2010 cuenta con 2 cuadras de adoquines articulados por gestión de Sandro Pérez en 8 años de mandato. En diciembre de 2017 asume Carlos Alexis Cabrera con un proyecto ambicioso de adoquines y rutas

## Historia
Palmar Grande es uno de los municipios más jóvenes, habiendo sido creado por decreto provincial de fecha 12 de marzo de 1961, durante el gobierno de Fernando Piragini Niveiro y gracias a las gestiones de Federico Carlos Payes, quien era sobrino del Gobernador de la provincia. Payes impulsó la creación en 1959 de la Comisión de Fomento que él mismo presidiría, la cual crearía una estación sanitaria, el edificio municipal, una delegación del Registro Civil y un destacamento policial.
participaron del acto fundacional autoridades de la provincia, autoridades eclesiásticas y policiales, quedando sus firmas estampadas en un diploma que se conserva actualmente en el despacho del intendente de la municipalidad local
A más de cuatro décadas de aquel hecho histórico, la población le rindió un homenaje y erigió un monumento a su memoria frente al edificio municipal.

## Población
Cuenta con 536 habitantes (Indec, 2010), lo que representa un incremento del 11,7% frente a los 480 habitantes (Indec, 2001) del censo anterior. En 2001 (INDEC), la población en todo el municipio ascendía a 1.672 hab. La zona urbana está constituida por 14 manzanas con 114 lotes, la mayoría de los cuales poseen el tamaño de 20 m de frente x 40 m de fondo.
| Gráfica de evolución demográfica de Palmar Grande entre 1991 y 2010 |
|                                                                     |
| Fuente: Censos nacionales del INDEC                                 |

## Infraestructura
La localidad cuenta con conexión a Internet satelital a través de un proyecto generado y financiado por el Consejo Federal de Inversiones, que instaló la conexión en la escuela secundaria.
Desde el 20 de enero de 2005, llega a la localidad la primera radio FM IMPACTO 104.3 MHz, su propietario Miguel Torres instala una pequeña antena y transmite desde su domicilio programas culturales y de entretenimiento, desde julio de 2007 pasa a funcionar en las instalaciones de la Cooperativa Agropecuaria Palmar Grande Limitada, institución que realiza además tareas agrícolas, sociales y venta de maderas.
La localidad cuenta con la plaza "Olegario Mauriño" (destacado comerciante, estafetero, juez de paz y uno de los primeros pobladores de Palmar), estación sanitaria, un colegio secundario, una escuela primaria, comisaría, delegación de la Dirección de Energía Eléctrica, Registro Civil, un cementerio y una institución deportiva. En el año 2016 inicia actividades el nivel terciario con una Tecnicatura en Producción Agropecuaria (primera cohorte 25 alumnos) y abriendo segunda cohorte en el año 2017 con 7 alumnos
El portal de noticias de la localidad se denomina  pertenece a la emisora FM IMPACTO 104.3 MHz

## Zona rural y producción
Se destacan los parajes de Blanco Cue (Las Cuarenta), Frontera y Barreto Puig. La producción agropecuaria de la zona incluye cultivos de mandioca, maíz, arroz, sandía, horticultura, palta y nuez "Pecán". El ganado vacuno de la zona es de tipo "acebuzado" desde 2010 los nuevos hacendados se dedican a la producción de terneros de raza braford, existiendo también pequeños rebaños de ovinos, porcinos y equinos. En menor medida se detectan aves de corral y granja.

## Turismo
Se halla ubicado a 12 km del parque Nacional Mburucuyá, que se destaca por su profusa flora y fauna. Es atractiva además la iglesia palmareña, edificio construido en la década de 1940 que guarda la famosa y milagrosa cruz llamada "Curuzú José", una reliquia del siglo XIX a la que los lugareños le rinden culto. Su fiesta es el 3 de mayo, ocasión en que se realizan kermeses, bailes, carreras de sortijas y oficios religiosos. Al mismo tiempo se efectúa un atractivo festival folklórico de dos jornadas que organiza la municipalidad, en el anfiteatro que homenajea a dos grandes músicos del lugar, "Catarata" y "Gaucho Gavila".
Historia de la CRUZ JOSE DE LOS MILAGROS DE PALMAR GRANDE
El relato popular cuenta que el Patrono del pueblo de Palmar Grande surge luego de desarrollarse una de las batallas más sangrientas de la provincia de Corrientes, como lo fuera la batalla de Vences (muy cerca de la nuestra localidad) oportunidad que según dice la historia solamente hubo dos sobrevivientes. Uno de ellos se dirigió hacia un campo vecino de Palmar Grande(Yatayty Gyazú), allá por el año 1847.
El dueño de "LA ESTANCIA" (así se llamaba el establecimiento) lo protege y junto a otros lugareños curan sus heridas y el hombre al poco tiempo se aquerencia como agradeciendo la generosidad de los propietarios, pasando a desarrollar las tareas de campo en la estancia. Hombre tosco, fornido y bien criollo se llamaba José, más otra cosa ni dato, se sabía de él. El haber estado en la batalla como soldado era lo que todos admiraban y el haber sobrevivido de esa sangrienta batalla que terminó con más de 200 degollados una dolorosa y cruenta tarde del 27 de noviembre.
Los días pasaron y José resultó ser un hombre sano, virtuoso y muy trabajador, conocía el campo como el propio dueño y se quedó a vivir allí, varios años haciendo las veces de capataz de campo y hasta que un día murió y como José no tenía familiares, al menos nunca se supo de donde provenía, donde había nacido o a que familia pertenecía, por lo que lo sepultan en un sector del campo. No tuvo la suerte de tener cristiana sepultura. Pero los lugareños sabían donde estaba enterrado y como no tenía cruz alguna lo llamaban el José sin cruz.
Un cierto día el dueño del establecimiento había notado la falta de una boyada de unas 20 yuntas, cabe aclarar que una yunta de buey era considerado como un tractor de nuestros tiempos y si hablamos de 20 era un verdadero capital de trabajo que había desaparecido de la estancia.
El dueño decide conformar una partida con sus mejores hombres en busca de la boyada. A más días menos esperanzas tenían de poder encontrar la boyada. Nada de rastros, ni una pisada, el campo sin huellas de los animales que como por arte de magia desaparecieron de la vista de todos.
Cada tarde el dueño volvía de su tediosa tarea y pasó a ser una obsesión develar el misterioso caso y siempre lo hacía pasando por el sector donde estaban sepultados los restos de José. Hasta que un día se quedó sentado y habló en voz alta delante de la tumba de José, su capataz. Le rezó un bendito y se encomendó a Dios pidiendo que lo ayudara a encontrar lo perdido prometiendo una cruz hecha del mejor poste del rodeo si así ocurriese.
Tan solo una tarde pasó para que el dueño pudiera encontrar la boyada entera, completa y sin ningún faltante en el mismo lugar donde siempre dormían. Por arte de magia o quizás por un verdadero milagro la boyada apareció.
El dueño del campo brindo un agasajo a toda la peonada por los trabajos realizados. Hubo baile y asado, una gran fiesta porque el milagro ocurrió y por supuesto como todo buen cristiano se acordó de su promesa.
Hizo cortar el árbol de los más antiguos y con el corazón del madero le construyó la cruz a su José milagroso. Cumplió lo prometido cuando había dicho que con el mejor poste del rodeo iba estar fabricada la cruz de José.
A partir de allí los milagros se sucedieron y todos conocían y veneraban al curuzú, madero milagroso de José. Cada aniversario del acontecimiento se realizaba una fiesta entre los lugareños y la fama del madero milagroso se diseminaba por toda la zona del interior correntino.
La gente tomaba parte del madero para usarlo como talismán de la buena fortuna y desastillaban el madero hasta hoy en día se puede ver el detalle de las marcas que dejaban en la cruz.
La gente lo veneraba y se convertían de a poco en sus fieles y fervientes devotos. Pedían por trabajo por la salud y la unión de las familias, por los estudios de los más jóvenes y hasta para el amor de las parejas.
Pero la Iglesia Católica no lo aceptaba, y el rendir culto a una imagen pagana era considearado un Sacrilegio. Paso el tiempo y los pobladores armaron una comisión de festejos para entre todos poder recordar los milagros del Curuzú José.
Un Gobierno provincial por medio de un decreto prohibió rendir culto a imágenes que no fueran reconocidas por la Iglesia Católica y entre las numerosas imágenes que tendrían que destruirse por el mencionado decreto estaba la Cruz de José. 
Una lugareña ferviente cristiana y devota del curuzú se aferró al madero y lo protegió en su domicilio. Nadie sabría que por un par de años el Curuzú José estaría "escondido" en el domicilio de doña Carlota. Tal vez fue un pedido de la misma Cruz que necesitaba de sus devotos y que la defendieran ante aquella cruel medida. 
Lo cierto es que transcurrido un tiempo el Curuzú José nuevamente fue venerado con la participación de los vecinos del paraje.  Una nueva comisión de festejos y nuevos desafíos llevaron a trasladar al Curuzú en el cementerio. Aquí nuevamente surgieron inconvenientes por aquellos que querían bailar y por estar en el cementerio provocaban disturbios y rechazos de familiares de los difuntos. 
Ante la situación los miembros de la comisión de festejos consiguieron la donación de un terreno para levantar la capilla, gracias a los trabajos que fueron arduos y entre los numerosos beneficios y colaboraciones se terminó de construir en el año 1943.
La comisión vio reflejada en la construcción de la capilla tanta devoción y pidió que la Iglesia Católica acepte al uruzú José como Santo Patrono del pueblo pero no fue fácil. Las negociaciones fueron varias y el Obispo de ese año viajó a la localidad dando por inaugurada la obra y bautizando a la nobel capilla como Cruz de los Milagros de Palmar Grande pero con la particularidad de que la auténtica Cruz Milagrosa de José pase a formar parte del altar mayor de la misma. Además quedó determinado que el día de los festejos sea el 3 de mayo en coincidencia con la cruz de los Milagros de Corrientes, madero milagroso de 1588, relacionada con la fundación de la ciudad de Juan Torres de Vera de las siete Corrientes.